# باشگاه فوتبال اورال یکاترینبورگ
باشگاه فوتبال اورال یکاترینبورگ (روسی: ФК Урал) یک باشگاه فوتبال در شهر یکاترینبورگ در کشور روسیه است. این باشگاه در لیگ برتر فوتبال روسیه بازی می‌کند. این باشگاه در سال ۱۹۹۷ تأسیس شده‌است.